# 于式枚
于式枚（1856年11月23日—1915年8月5日），字晦若，小名穂生，廣西平樂府賀縣（今賀州）桂嶺人，祖籍四川順慶府營山縣，因父宦粵，僑居廣西。清末政治人物。

## 生平
其父于丹九早逝，師從陳澧。光緒五年（1879年）舉鄉試，次年中進士，五月，改翰林院庶吉士。1883年，授兵部主事。于式枚曾任北洋大臣李鴻章幕僚十餘年，奏牍多出其手。光緒二十二年（1896年）正月，李鴻章赴俄羅斯賀尼古拉二世沙皇加冕，兼訪西歐諸國，奏准于式枚同行。光绪三十三年（1907年），回國後授禮部主事，轉員外郎。1901年，授御史，調京畿道，遷给事中。辛丑條約簽訂後，升任五品，充政務處幫提調。1902年正月，充京師大學堂正總辦、譯學館監督。1903年，署鴻臚寺少卿。1905年5月，廣東學政朱祖謀因病離職，改任廣東學政。1906年，兩廣總督岑春煊電請于氏留在廣東，授提學使，于式枚固辭，奉命監理廣西鐵路。1907年3月，邮传部右侍郎吳重熹轉左侍郎，于式枚升任右侍郎。。
1907年8月，前往德國，俱充考察憲政大臣.10月24日，回國後受慈禧召見，以為“中国立宪不可急躁冒进，至少应以十年为预备立宪之期”，“必以本國所有者為根據，而採取他國所有以輔益之”，不可“捨本隨人”。此番言論受到時上海輿論界反彈，尤其政聞社陳景仁曾致電彈劾于氏。1908年2月，調任禮部左侍郎，3月，訪問俄國，又轉赴德國拜訪駐德公使孫寶琦。5月，會見德皇威廉二世。于式枚於宣統元年（1909年）六月返國，以疾乞假。張之洞遺疏稱其堪大用。1910年2月，轉吏部侍郎，5月，改學部侍郎，總理禮學館事，9月，兼修訂法律大臣，12月，充國史館副總裁。
民國成立後，隱居青岛，北洋政府授為參政，堅辭不受。晚年担任纂修清史稿总阅。民国四年舊曆六月二十五日巳時（1915年8月5日）病逝上海。

## 家庭
于式枚篤信佛教，終身未婚。收胞弟式棱之子于孝侯收為繼子。式棱，光緒進士。孝侯之女立群，郭沫若之妻。
母親居慶，舉人福建閩清縣知縣居允敬曾孫女，原署廣西昭平恭城等縣知縣永寧州知州居棣華孫女，雲南補用巡檢居巢女，字玉徽，有才，居慶妹居瑛亦工詩畫。

## 延伸阅读
[在维基数据编辑]
 《清史稿·卷343》
 《清史稿·卷443》，出自趙爾巽《清史稿》